# Juniperus rigida
Juniperus rigida (яловець храмовий) — вид хвойних рослин родини кипарисових.

## Поширення, екологія
Країни проживання: Китай (Ганьсу, Хебей, Хейлунцзян, Цзілінь, Ляонін, Внутрішня Монголія, Нінся, Цинхай, Шеньсі, Шаньсі); Японія (Хоккайдо, Хонсю, Кюсю, Сікоку); Корея, КНДР; Монголія; Російська Федерація (Приморьє, Сахалін). В Японії, знайдений на 100–1000 м над рівнем моря. У Китаї росте в сухих гірських районах на до 2200 м над рівнем моря. Рідкісний в Росії, де росте тільки на пд. Уссурійського краю, на вапнякових скелях і піщаних берегах.

## Морфологія
Це кущі або невеликі дерева до 10 м, дводомні (рідко однодомні); крона пірамідальна або циліндрична; гілки висхідні або горизонтальні. Кора тонка і луската, червоно-коричнева, пізніше сіра, борозниста на старих деревах. Листки ростуть по 3, зелені знизу, лінійно-голчасті, товсті, «V» -подібний в поперечному перерізі, 1–2.3 см × ≈ 1 мм, жорсткі, глибоко рифлена з вузькими, білими жиловими смугами зверху, вершина різко загострена. Пилкові шишки еліпсоїдні або майже кулясті, 3–5 мм. Шишки світло-коричнево-сині або синювато-чорні при дозріванні, зазвичай тьмяні, кулясті, 6–8 мм в діаметрі. Насіння часто суб-яйцеподібні, смолисте, коричневе, ≈ 6 мм у довжину, шириною 3 мм, невиразно 4-ребристі, верхівці тупі або закруглені. Насіння дозріває з кінця другого року до кінця літа на третій рік. 2n = 22.

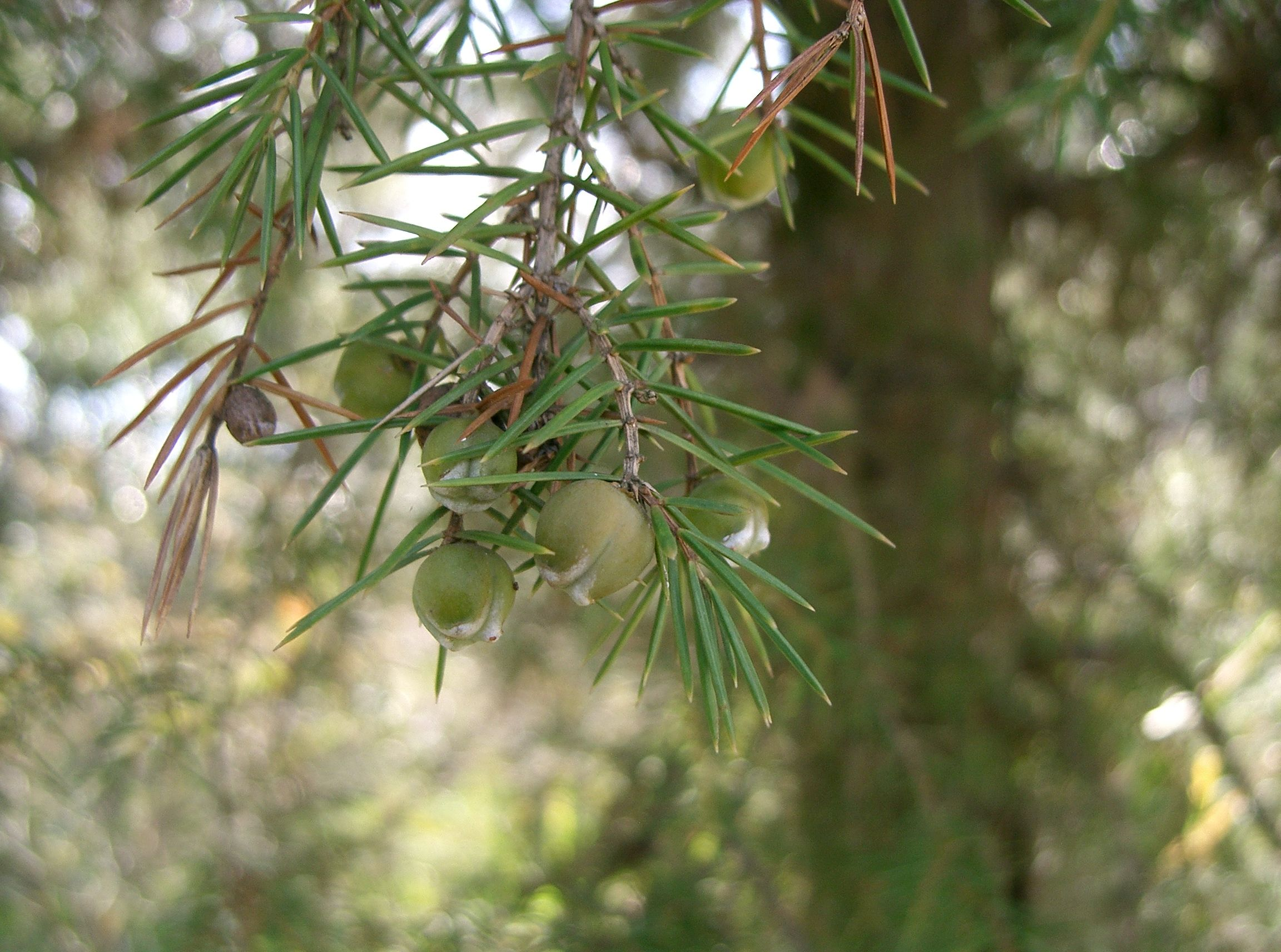
Листки і незрілі шишки
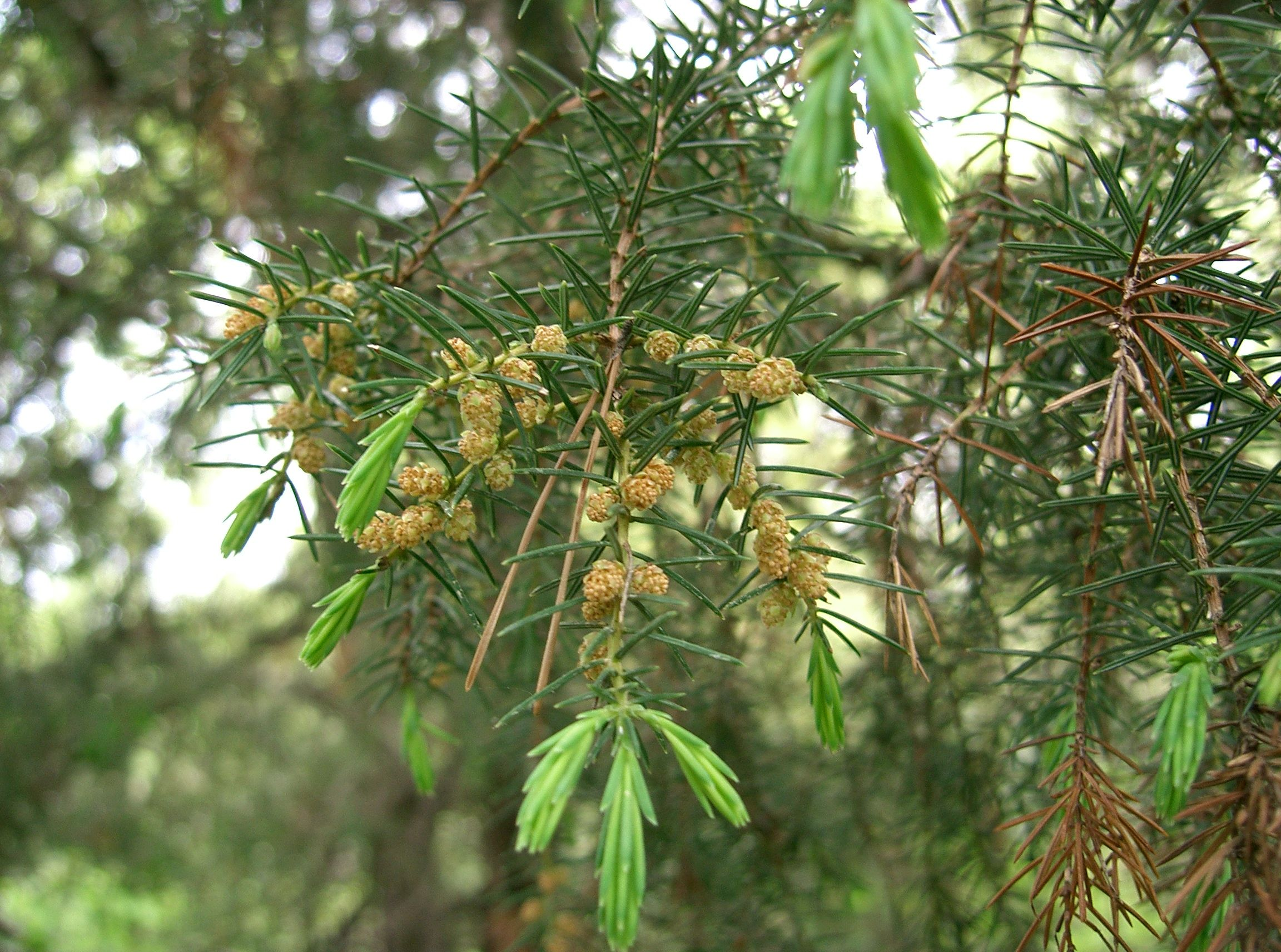
Листки і пилкові шишки
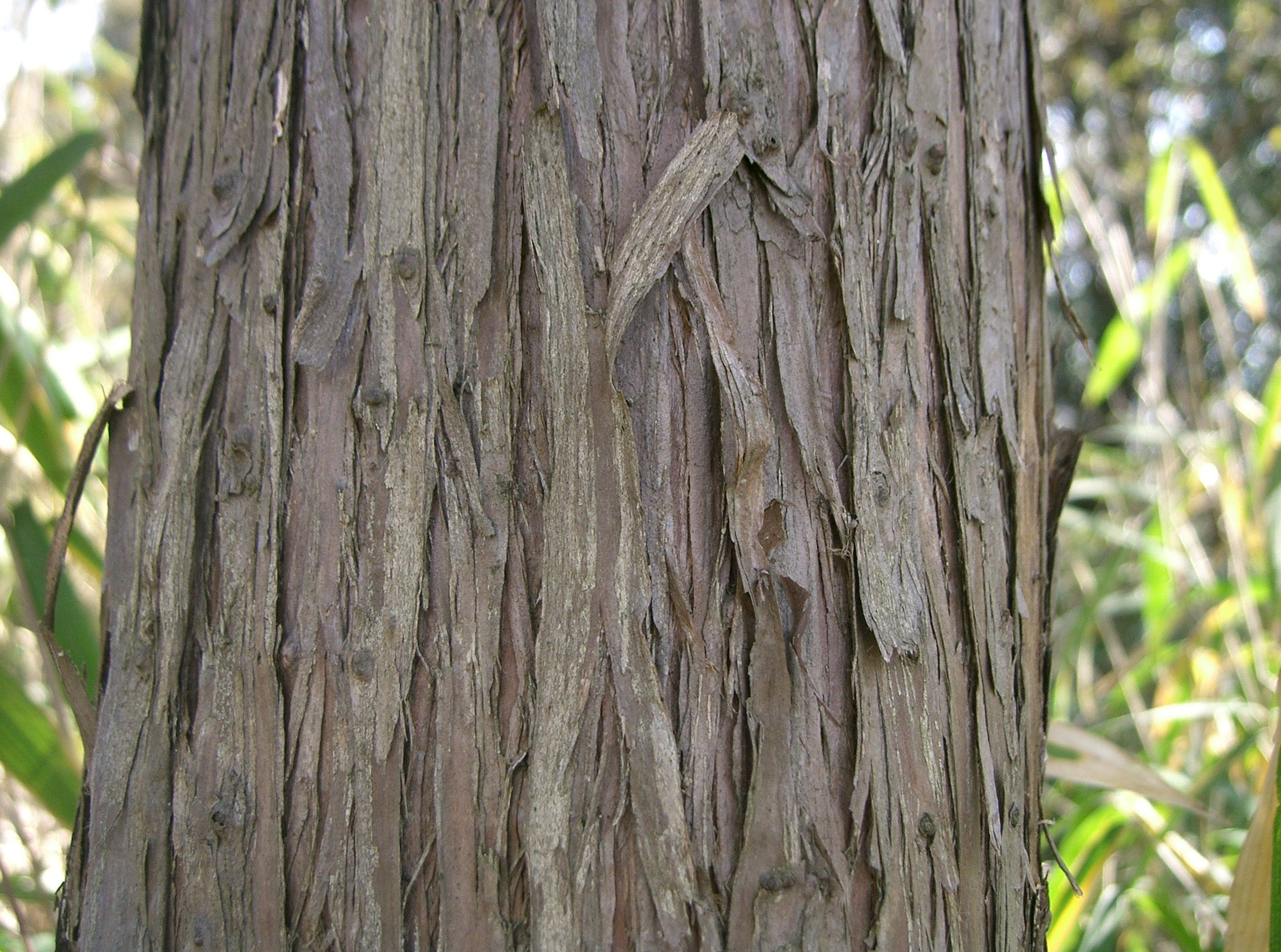
Кора
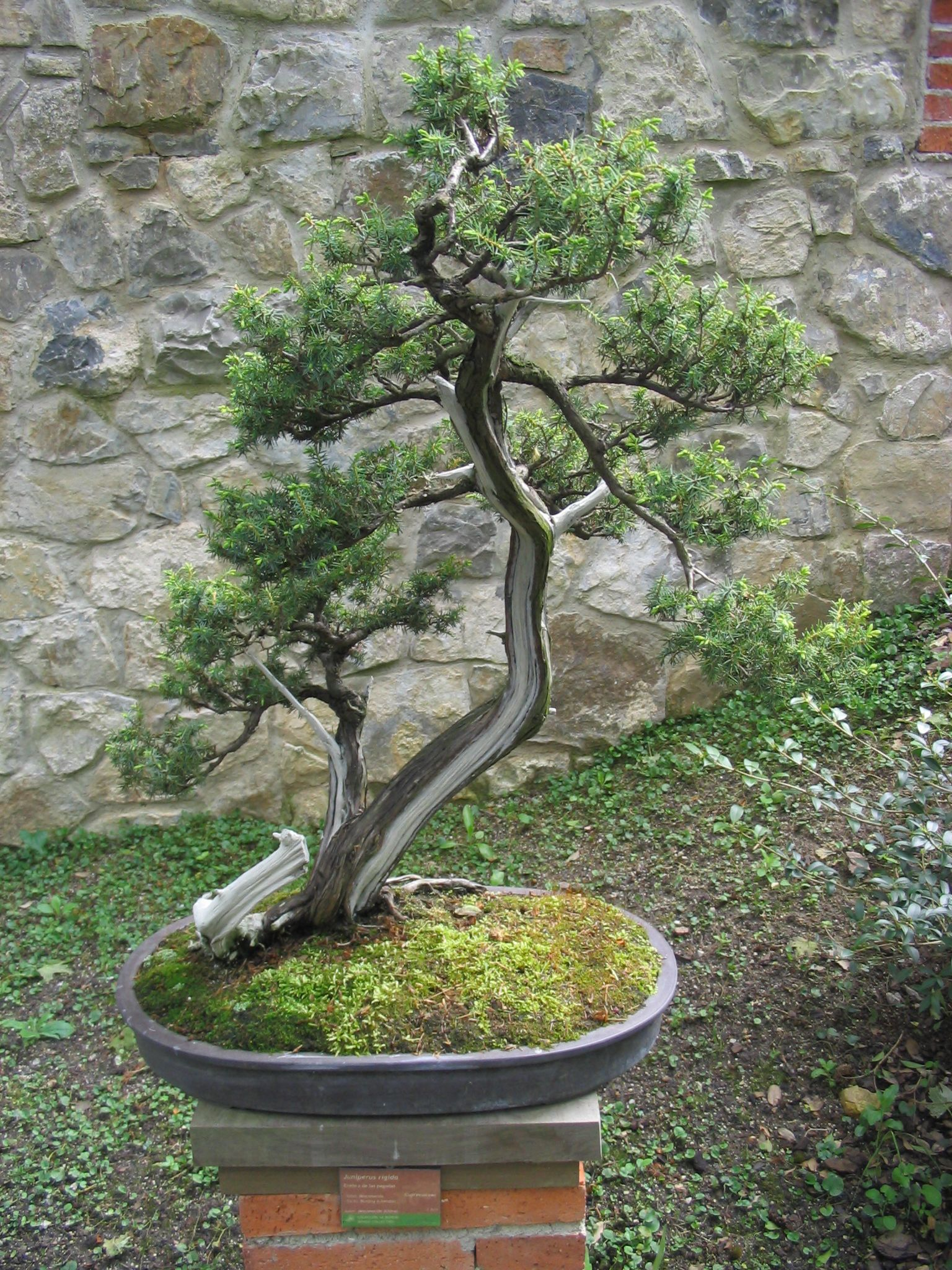
Бонсай

## Використання
Зазвичай висаджують в садах і на території храмів у Японії, іноді в Кореї та Китаї. Деревина використовується локально для виготовлення меблів, різьби по дереву та інших побутових потреб.

## Загрози та охорона
Ніяких конкретних загроз не було визначено для цього виду. Цей вид зустрічається в кількох ПОТ.